# Віра Литвин-Геналь
Віра Литвин-Геналь (нар. 5 жовтня 1915 — 10 квітня 2017, с. Сморжів, Радехівського району, Львівської обл.) — остання зв'язкова ОУН-УПА на псевдо «Галичанка».

## Родина
У сім'ї було десятеро дітей, батьки були робітниками. Усе дитинство та юність Віри минули у праці. 1937 року в 22-річному віці вона закінчила гімназію і цього ж року вступила в ОУН. А у 1939 році, до неї прийшли совіти і призначили вчителькою, і вже через рік вислали на курси ВКПБ до м. Радехів. В цей же час її сім'ю вивозять на заслання в Архангельську область:
«…Я попросила охоронця, щоб впустив мене у вагон, і він дозволив. Я сказала татові, що поїду з ними, бо з дітей їхав лише брат. Але він взяв мене за руку і вивів на вулицю, кажучи, що вони вже старі, а я — молода, і мені треба жити….»
Так Віра втратила батька, матір і брата, залишившись із сестрами. І вже через два дні була у підпіллі де познайомилася з районним проповідником, якого звали «Чорноморець», він і дав їй псевдо «Галичанка» і відразу ж довірив завдання. Віра мала навчати дівчат декалогу (правилам націоналіста, яких було 44). Кожна дівчина, котра вступала в ОУН, повинна була гарно знати історію України, твори Т. Шевченка, вірші І. Франка та Лесі Українки. Робота Віри була важкою і небезпечною: загони більшовиків часто заходили до села і обшукували всі приміщення. Галичанка змушена була ховатися десь у стодолі чи шопі. Побратими пильнували, аби її не знайшли, і вона залишилася живою.
«…Хлопці держали варту і доносили, коли, і де облава, щоб я лишилася живою, щоб мене не знайшли…Так я працювала до жовтня…»

## Робота в Польщі
У жовтні Віру відіслали до Польщі, де вона мала змогу відпочити три тижні. А потім Український Комітет, який організували українці-емігранти, працював для спільної справи і допомагав емігрантам. Галичанку відправили на роботу у село міського типу, яке мало під собою вісім сіл. Окрім цього, її разом з побратимами, адвокат Степан Борщ — емігрант з України, готував їх вести пропаганду на Східній Україні.
У Польщі Віра була майже рік, коли у Львові, 30 червня 1941 року, проголосили Українську Державу. Так як усіх уповців арештовували, їхній український провід вже не відправляли на Східну Україну, як планувалося, а залишили на Галичині. Згодом Віру відправили до «Чорноморця», який був повітовим проповідником ОУН і в нього вона пропрацювала машиністкою кілька місяців. Згодом переслідування посилилися, і вона була змушена повернутися додому, але й там продовжувала працювати посильною УПА.

## Арешт і допит
Вже у жовтні 1944 року Віру арештувало НКВД, через те, що її зрадили ті, кому вона довіряла найбільше. В камері жінка залишилася одна, а її харчами на тривалий час стали хліб і вода. Протоколи тягнулися місяць. Кожен день починався з допитів. Та Віра не могла сказати правду, не могла зрадити, як зрадили її. Навіть обіцянки про примарне спокійне життя не зрушили її чіткого наміру: попри все йти до кінця, бути незламною.
Її запитували: «….Як ти будеш на волі, то знову будеш боротися за Україну?… — Буду! Бо хто буде за Україну боротися — німкеня чи француженка, чи я, українка, маю боротися».
Через місяць, у листопаді, Віру відіслали до Львова. Там продовжилися допити, адже жодних доказів про підпілля не було, справу закрили. Та вона була полоненою до самого суду.

### Суд: вирок винесено
12 грудня 1944 року відбувся суд. Донощики Віри не знали, що Віра про них дізнається саме там. Їх було 4, один з них був головою сільради. Віру відправили у карцер, бо у звичайних камерах не було місця через велику кількість засуджених. Щоночі у вологу темну кімнату з бетонними стінами проступала вода і сходила аж уранці, тому Віра майже щоночі стояла на стільці, аби не захворіти від переохолодження.

### Важка дорога до Сибіру
Того ж року, 24 грудня, усіх арештантів погрузили у вагони і повезли до Сибіру, де вони були вже на початку січня.
Табір Воркути став їхнім домом на багато років. Він охоронявся, був огороджений колючим дротом заввишки два метри. Їжу арештанти отримували надворі. Раціон сніданку був — півлітрова банка рідкого супу і триста грамів чорного хліба. Потім — важка робота.
Першого ж вечора арештантів почали комісувати і направляти до шахти. І того ж вечору від газу загинуло троє дівчат. Шахта була за півкілометра від бараку, але перед роботою усі каторжани шикувалися для перегуку на 50-градусному морозі. Умови перебування були нестерпними. Особливо у зимовий період, коли перемерзали всі річки, і бракувало води на щоденну гігієну. У результаті невільники потерпали від вошей і виразок. Листування заборонялося.

### Пересильний пункт Сиктивкар
У січні 1945 року Віра прибула на Сиктивкар і там їй присвоїли номер «696». Можна лише уявити, скільки людей тоді вже було арештовано. На пересильному пункті Сиктивкару всіх комісували і видали зимовий одяг.

### На шляху до звільнення
До 1953 року жінки працювали на шахті.. Останнім місцем Віри на шляху до звільнення стала робота на цегельному заводі, де вона пропрацювала до свого звільнення у травні 1956 року.
Усе своє життя Віра Миколаївна присвятила Україні, мала чоловіка, з яким познайомилася у засланні, дітей у подружжя не було.
На честь сторіччя Віри Литвин-Геналь за підтримки ГО «ЗОЛОТІ ЛЕВИ ЧОРНОЇ СОТНІ», а саме Голови — Тараса Мацюка, який є її правнуком, було надруковано книгу про важке життя Галичанки під назвою «Спомини про втрачену молодість» та організовано урочистий концерт з нагоди 100-річного ювілею.
Віру Литвин-Геналь нагороджено: Відзнакою Львівської обласної ради та орденом «Чорної Сотні» (2015 рік).
Поховано Віру Литвин-Геналь на сільському кладовищі села Сморжів.
Цитата : «…Головне залишатися справжнім українцем до кінця…»